# Sete Lagoas
Sete Lagoas város Brazíliában, Minas Gerais államban. Lakosainak száma 241 835 fő (2020. július 1.). Sete Lagoas Araçaí, Caetanópolis, Capim Branco, Esmeraldas, Funilândia, Inhaúma, Jequitibá, Paraopeba és Prudente de Morais községekkel határos.

## Népesség
A település népességének változása:
| Lakosok száma | 184 871 | 214 152 | 241 835 | 227 397 |
|               | 2000    | 2010    | 2020    | 2022    |